# Ľubomír Šatka
Ľubomír Šatka (* 2. Dezember 1995 in Ilava) ist ein slowakischer Fußballspieler.

## Karriere

### Verein
Šatka spielte bis Mai 2012 in der Jugend des FK Dubnica und wechselte anschließend von dessen U19 in die U18 des englischen Klubs Newcastle United. Im März 2014 wurde er Teil des Kaders der ersten Mannschaft. Sein einziger Einsatz in dieser Zeit war ein Kurzeinsatz in der dritten Runde des FA Cups, wo Newcastle mit 0:1 gegen Leicester City ausschied.
Von Ende Januar bis Ende Februar 2016 wurde er von Newcastle United an York City verliehen. Dort kam er in der League Two zu seinem ersten Einsatz in einer englischen Profiliga. Nach seiner Rückkehr blieb er zunächst weiter bei Newcastle, ohne weitere Einsätze für die erste Mannschaft.
Anfang 2017 wurde er von Newcastle an DAC Dunajská Streda verliehen. Nach Ablauf der Leihe wechselte er fest zu diesem Klub. Dort wurde er Stammspieler und bestritt in den folgenden beiden Spielzeiten zahlreiche Partien in der slowakischen Liga.
Zur Saison 2019/20 schloss er sich dem polnischen Verein Lech Posen an. Auch dort wurde er Stammspieler, übernahm zeitweise die Kapitänsbinde und gewann in der Spielzeit 2021/22 die Meisterschaft. Mit Posen erreichte er zudem die Gruppenphasen der Europa League und der Conference League.
Seit der Saison 2023/24 spielt Šatka in der Süper Lig für den türkischen Klub Samsunspor, wo er ebenfalls Stammspieler ist.

### Nationalmannschaft
Šatka bestritt zunächst ein Freundschaftsspiel für die U16, gefolgt von mehreren Partien für die U17, die U19 und ein weiteres für die U20. Anschließend spielte er für die U21 und nahm mit dieser an der Europameisterschaft 2017 teil, bei der er in einem Gruppenspiel eingesetzt wurde.
Am 25. März 2018 debütierte Šatka für die A-Nationalmannschaft beim 3:2-Freundschaftssieg gegen Thailand, bei dem er in der Startelf stand. Es folgten weitere Freundschaftsspiele sowie Einsätze in der Nations League 2018/19 und in der Qualifikation zur Europameisterschaft 2020.
Bei der Endrunde der Europameisterschaft 2020 stand Šatka in allen drei Spielen der Slowakei auf dem Platz. Danach folgten Partien in der Qualifikation zur Weltmeisterschaft 2022 und in der Nations League 2022/23. Auch in der Qualifikation für die Europameisterschaft 2024 wurde er eingesetzt.